# Westerhüsen
Westerhüsen, Magdeburg-Westerhüsen – dzielnica miasta Magdeburg w Niemczech, w kraju związkowym Saksonia-Anhalt.